# WSK M21W2
M21W2 – motocykl marki WSK produkowany przez Wytwórnię Sprzętu Komunikacyjnego PZL w Świdniku w latach 1972 - 1984. Wraz z  modelem WSK M21W2-Ex były to pierwsze produkowane w Świdniku motocykle klasy 175 cm3. Konstrukcja modelu M21W2 opierała się na pojedynczej zamkniętej ramie spawanej z rur stalowych. Montowano w nich silniki 059 (po roku 1975 - 060) typu W2 konstrukcji inż. Wiesława Wiatraka (znane z  wcześniejszej konstrukcji SHL M17). Ponadto w stosunku do produkowanego równolegle modelu WSK M06B3 różnił się wzmocnioną piastą tylnego koła z tłumikiem drgań skrętnych, pełną osłoną łańcucha napędowego oraz osprzętem silnika: nowy układ wydechowy i filtr powietrza wbudowany w tłumik szmerów ssania.

## Dane ogólne
- Długość - 2050 ± 30 mm
- Masa w stanie suchym - 112 kg
- Dopuszczalne obciążenie użyteczne - 150 kg
- Prędkość maksymalna - 105 km/h
- Zużycie paliwa - 3,8 l/100km przy prędkości 80 km/h

## Silnik
- Typ – W-2B, jednocylindrowy, 2-suwowy
- Rodzaj cylindra – odlewany ze stopu lekkiego z wewnętrzną tuleją żeliwną
- Średnica cylindra – 61 mm
- Skok tłoka – 59,5 mm
- Pojemność skokowa – 174 cm
- Stopień sprężania – 7,6:1
- Moc maksymalna – 14 KM przy 6000 obr./min
- Maksymalny moment obrotowy – 17,6 Nm przy 4800 obr./min
- Zasilanie – Gaźnik GM-26 U3, o średnicy gardzieli 26 mm
- Sprzęgło – mokre, czterotarczowe, smarowane olejem wspólnie ze skrzynką przekładniową
- Skrzynka przekładniowa – zblokowana z silnikiem, czterobiegowa, o kołach stale zazębionych
- Masa suchego zespołu napędowego – 26 kg

## Instalacja elektryczna
- Źródło energii - prądnica prądu zmiennego 12V 50W
- Napięcie znamionowe - 12V (po roku 1975 6V)
- Zapłon - bateryjny, zasilany z dwóch akumulatorów 6V 10Ah połączonych szeregowo (po roku 1975 1 akumulator 6V 11Ah)
- Prostownik - selenowy, czteropłytkowy (dwupołówkowy)